# ハブロック (ノースカロライナ州)
ハブロック（英: Havelock [ˈhævˌlɔk]）は、アメリカ合衆国ノースカロライナ州の東部クレイブン郡の都市である。2010年国勢調査での人口は20,735人だった。市内には海兵隊として世界最大の航空基地であるアメリカ海兵隊チェリーポイント航空基地があり、第2海兵航空団が駐屯している。
ハブロックはニューバーン小都市圏に属している。

## 歴史
ハブロックはインドで活躍したイギリスの軍人ヘンリー・ハブロック（Henry Havelock）にちなんで名付けられた、世界に8つある都市の1つである。ハブロックは1857年のインド大反乱と呼ばれるもので功績を残した。ハブロックのある地域は1850年代に「ハブロック・ステーション」と名付けられており、この頃アトランティック・アンド・ノースカロライナ鉄道が、現在ミラー大通りとなっている所を横切る路線に駅を建設したのでこの名があった。
南北戦争のニューバーンの戦いと呼ばれる戦闘では、この町が北軍の最初に上陸した地点となった。1862年3月11日、北軍アンブローズ・バーンサイド准将の指揮する部隊がロアノーク島で乗船し、ハッテラス入り江で北軍海軍の砲艦船隊と合流し、ニューバーンに対する遠征を行った。3月13日、戦隊はニュース川を遡り、スローカム・クリークに停泊し、川の南岸で歩兵を上陸させた。ロードアイランド重砲兵隊の一部が、現在アメリカ海兵隊チェリーポイント航空基地の士官クラブがある場所の近く、またカロライナ・パインズ・ゴルフ・アンド・カントリークラブの近くで上陸した。北軍は9つの砦と41門の重砲を捕獲し、基地を占領した。北軍はニューバーンからメイコン砦の戦いに向かう途中で、ハブロックを通過した。南軍は何度かハブロックやその周辺地域を取り戻そうとしたが、北軍は南北戦争の終戦まで占領を続けた。
現存する記録に拠れば、19世紀の地元経済では、テレピン油とタールなど海軍用物資の生産が大変重要だったことを示している。蒸気機関の発明により、木造の船が建造されなくなったので、タールとテレピン油に対する需要は徐々に無くなって行った。テレピン油の蒸留所の多くが、家計の足しにするために密造酒の生産に切り替えられた。
1940年、ハブロックにはアメリカ海兵隊チェリーポイント航空基地が建設された。この航空基地にある海軍航空補給所が地元住民を雇用することになった。1959年、ハブロックの町が公式に設立された。
1987年、ジミー・サンダースが市長になり、2014年まで27年間務めた。2013年、元市政委員のウィリアム・L・ルイス・ジュニアが選挙で624票対319票という結果で当選し、次の市長になった。

## 高規格道路
ハブロックを通る幹線道路はアメリカ国道70号線であり、町の中心を東西方向に抜けている。ノースカロライナ州道101号線（フォンタナ大通り）も町を通っており、この道路からアメリカ海兵隊チェリーポイント航空基地への入口が2つある。市の外側を迂回する国道70号線バイパスは2015年に建設が始まる予定である。クレイブン郡の郡庁所在地であるニューバーンは、国道70号線を経由して北西に19マイル (31 km) にある。大西洋岸にあるクリスタル海岸への入口となるモアヘッドシティ町は南東に17マイル (27 km) にある。

## 地理
ハブロック市はクレイブン郡の南部にあり、座標では北緯34度52分58秒 西経76度54分33秒 / 北緯34.88278度 西経76.90917度 (34.882736, -76.909230)に位置している。市域にはアメリカ海兵隊チェリーポイント航空基地の大半が入り、北は潮汐のあるニュース川まで広がっている。スローカム・クリークは潮汐のある入り江であり、ニュース川から南にハブロック市の中心まで広がっている。
アメリカ合衆国国勢調査局に拠れば、市域全面積は17.6平方マイル (45.7 km2)であり、このうち陸地16.8平方マイル (43.6 km2)、水域は0.81平方マイル (2.1 km2)で水域率は4.56%である。

## 埋立地の建物
ハブロック市は1960年代と1970年代に建設ブームが始まっていた。1970年代に造成された埋め立て地の上に建設された家屋もあり、その土地は当時クレイブン郡が所有者であり、ハブロック市ではなかった。古い埋め立て地は1940年代と1950年代に使われたのが最後だと考えられている。しかし、現在多くの家屋の地盤が沈下している。
ノースカロライナ州ゴミ処理管理省は、「我々はその場所を調査し、ゴミの性質と量を見極め、金属物資の存在が健康に影響する危険性があるかを判断しようとしている。最初の土壌検査により、土壌の中に金属分があることが分かったが、そのレベルは地域社会に住んでいる住民の健康に即座に危険を及ぼすものとは考えられない」という声明を出した。

## 教育

### 高等教育機関
- クレイブン・コミュニティカレッジ

### 公立高校
- ハブロック高校
- アーリーカレッジ東高校

### 中学校
- ハブロック中学校
- タッカークリーク中学校

### 小学校
- ハブロック小学校
- アーサー・W・エドワーズ小学校（元は西ハブロック小学校）
- グラハム・A・バーデン小学校
- ロジャー・R・ベル小学校
- W・ジェシー・ガーガナス小学校

### 私立学校
- アナンシエイション・カトリック学校
- グラマシー